# ارمنستان (ساتراپی هخامنشی)
ارمینه (به پارسی باستان: 𐎠𐎼𐎷𐎡𐎴 Armina) یا ارمنستان، یکی از ساتراپی‌های هخامنشی، براساس سنگ‌نوشته داریوش یکم در نقش رستم است. کوروش بزرگ پس از اتحاد با برخی از فرمانروایان هم جوار، از جمله پادشاه ارمنستان، سرانجام موفق شد پادشاهی ماد را شکست دهد و پایتخت آن‌ها؛ هگمتانه، را به تصرف درآورد. از آن‌جایی که ارمنستان در مبارزه علیه مادها از متحدان کوروش به حساب می‌آمد پادشاهان این کشور امید داشتند که استقلال خود را بازیابند و دیگر مطیع دولتی خاص نباشند اما به زودی ارمنستان نیز مانند سایر نواحی تحت سیطرهٔ هخامنشی مطیع این دولت و مجبور به پرداخت مالیات و در اختیار قرار دادن بخشی اعظم از سپاهیان خود در زمان جنگ به دولت هخامنشی شد. در سال‌های ۵۴۹ تا ۵۴۸ پ.م. سرزمین‌های پارت، ورکانه و احتمالاً ارمنستان توسط کوروش بزرگ تسخیر می‌گردد.

## شورش ارمینه در دوران داریوش
پس از سرنگونی گئومات و بر تخت نشستن داریوش یکم، ساتراپی ارمینه نیز یکی از سرزمین‌های بود که علیه داریوش شورش کرد. نتیجهٔ این شورش‌ها، جنگ‌های متعددی بود که در سنگ‌نوشته بیستون این چنین آمده‌است.

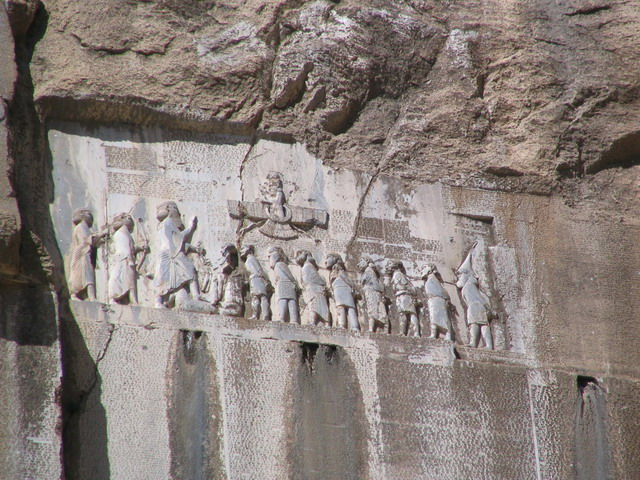
سنگ‌نوشته بیستون

کتیبه، در بند دوم، از زبان داریوش چنین می‌خوانیم:
زمانی که من در بابل بودم، این ایالات از من برگشتند:
«پارس، خوزستان، ماد، آسور، پارت، مرو و ارمنیا…»
 و در ادامه، در بند هفتم می‌گوید:
«دادرشیش یا دادرشی نامی ارمنی تابع من بود. او را به ارمنستان روانه کرده.»
 چنین گفتم:
«بر مردمی که از من برگشته‌اند غلبه کنید.»
فوراً دادارشی حرکت کرد و وقتی وارد ارمنستان شد ارمنیانی که از من برگشته بودند جمع شدند تا با دادرشیش جنگ کنند.
در دهی موسوم به «زوزهی» نام در ارمنستان جدالی واقع شد. اهورمزد یاری خود را به من اعطا کرد. به ارادهٔ اهورمزد من بر قشونی که از من برگشته بود غالب آمدم.
در ادامه، در بند هشتم این کتیبه، چنین آمده‌است:
«اهالی، که از من برگشته بودند، در دفعهٔ دوم جمع شدند که با دادرشیش جنگ کنند. در قلعه «تیگر» نامی در ارمنستان جدالی واقع شد. اهورمزد یاری خود را به من اعطا کرد. به ارادهٔ اهورمزد قشون من بر قشونی که از من برگشته بود فائق آمد.»
این نبردها به درازا کشیده‌است داریوش در ادامه، در بند نهم کتیبه، دربارهٔ جنگی دیگر سخن می‌گوید:
«اهالی، که از من برگشته بودند، در دفعهٔ سوم جمع شدند که با دادرشیش جنگ کنند. در محلی از ارمنستان قلعه‌ای است «اویما» نام در آنجا جنگی کردند. اهورمزد یاری خود را به من اعطا کرد. به ارادهٔ اهورمزد قشون من برقشونی که از من برگشته بود شکست سختی داد.»
در بند نهم کتیبه از زبان داریوش چنین می‌خوانیم:
پس از آن «ومیس یا وامیس» نام پارسی را که تبعهٔ من است به ارمنستان فرستادم. چنین گفتم:
«قشونی را که از من برگشته‌اند و خودشان را از من نمی‌دانند در هم شکن.»
ومیس حرکت کرد وقتی به ارمنستان وارد شد شورشیان جمع شدند خواستند با او جنگ کنند. در محلی «ایزی توش» نام جدالی واقع شد. اهورمزد یاری خود به من اعطا کرد. به فضل اهورمزد سپاه من سپاهی را که از من برگشته بود شکست داد.
در مورد نبرد اخیر تعداد کشته شدگان سپاه ارمنستان در حدود ۲۴۵۰ نفر و تعداد سربازانی که به اسارت درآمدند ۲۵۹۹ نفر بوده‌است.
از میان تمام کشورهایی که به دست داریوش تسخیر شدند ارمنستان سرزمینی بود که بزرگ‌ترین و طولانی‌ترین مقاومت را از خود نشان داد (جنگ ۱۲ ماه به طول انجامید) به گفته ژاک دو مورگان در کتاب تاریخ ملت ارمنی:
«خطوط نوشته دشمن بر لوح سنگی بیستون ملت ارمنی را در حالی نشان می‌دهد که بیش از دو قرن از استقرارش در سرزمین ارمنستان گذشته و به صورت دولتی سازمان یافته درآمده بود و خود را چنان قوی حس می‌کرد که با سپاهیان جاویدان پنجه دراندازد. خطوط کتیبه موید این نکته‌اند که ملت ارمنی در آن زمان در فنون جنگ بسیار آزموده بوده‌است، و ارمنستان را در سالهای آخر قرن ششم پیش از میلاد در ردیف قدرتهایی قرار می‌دهند که در سیاست کلی خاور زمین نقشی داشته‌است.»

## اقدامات داریوش در ارمنستان
داریوش پس از این‌که موفق شد به شورش‌ها پایان دهد، به منظور ایجاد ثبات و پایداری در حکومت خود تصمیم گرفت با مجموعه اقداماتی، که به شیوه‌ای جدید و خاص فرمانروایی عظیم هخامنشی را، که شامل سرزمین‌ها، اقوام و ادیان متعدد می‌شد، اداره کند. به این منظور ابتدا شاهنشاهی هخامنشی را به ساتراپ‌هایی تقسیم کرد و ادارهٔ هر ایالت را به فردی که معمولاً برخاسته از ملیت همان ایالت بود و در امور حکومتی و قضایی آن قدرت تام داشت واگذار کرد. همه ساله از سوی شاه بازرسانی تمامی این ساتراپ‌ها را مورد بازدید قرار می‌دادند و چگونگی انجام امور را به اطلاع شاه می‌رساندند. این ساتراپ‌ها موظف به پرداخت خراجی معین بودند و البته، ملیت‌های مختلف این فرمانروایی می‌توانستند مذهب و آداب و رسوم خود را کاملاً حفظ کنند. بر این اساس ارمینه سیزدهمین ساتراپی هخامنشی محسوب می‌شد که می‌بایست سالانه خراجی معین به صورت‌های مختلف پرداخت می‌کرد. مقدار این خراج را در حدود چهارصد تالان نقره بیان کرده‌است.
ارمینه علاوه بر پرداخت مالیات نقدی می‌بایست سالانه در حدود بیست هزار کره اسب نیز به دولت هخامنشی تحویل می‌داد. علاوه بر این، هرگاه شاه از مملکت آن‌ها عبور می‌کرد آنان ناچار بودند هدایایی گران‌قیمت و فراوان به او تقدیم کنند. ارمینه سومین ساتراپی هخامنشی بود که باید مالیاتی سنگین پرداخت می‌کرد.
داریوش برای سهولت در حمل و نقل و دسترسی بهتر به پایتخت‌های سرزمین‌های مختلف تحت فرمانروایی‌اش اقدام به ایجاد راه‌هایی در محدودهٔ قلمرو خویش کرد که به راه شاهی شهرت یافت و بخشی از آن، که مسافتی در حدود ۳۳۰ کیلومتر را شامل می‌شد، از نواحی جنوبی ارمینه عبور می‌کرد. احداث این راه در ارمینه باعث ارتباط هرچه بیشتر این سرزمین با نواحی دیگر و رشد اقتصادی این سرزمین شد.

## ارمنی‌ها در سپاه هخامنشی
داریوش بزرگ طی اقدامات خود ملت‌های تابع را مکلف کرده بود تا علاوه بر پرداخت مالیات، به سهم خود سپاهیان وظیفه‌ای در اختیار شاه قرار دهند تا در ارتش او خدمت کنند. ارمینه نیز از این امر مستثنی نبود. این سپاهیان به دو دسته تقسیم می‌شدند بخشی از آن‌ها که باید همواره و به‌طور ثابت در گارد جاویدان خدمت می‌کردند و دسته‌ای دیگر شامل تمامی کسانی که سنشان بین پانزده تا پنجاه سال بود و فقط هنگام جنگ می‌بایست به منزلهٔ در سپاه هخامنشی به خدمت بپردازند.

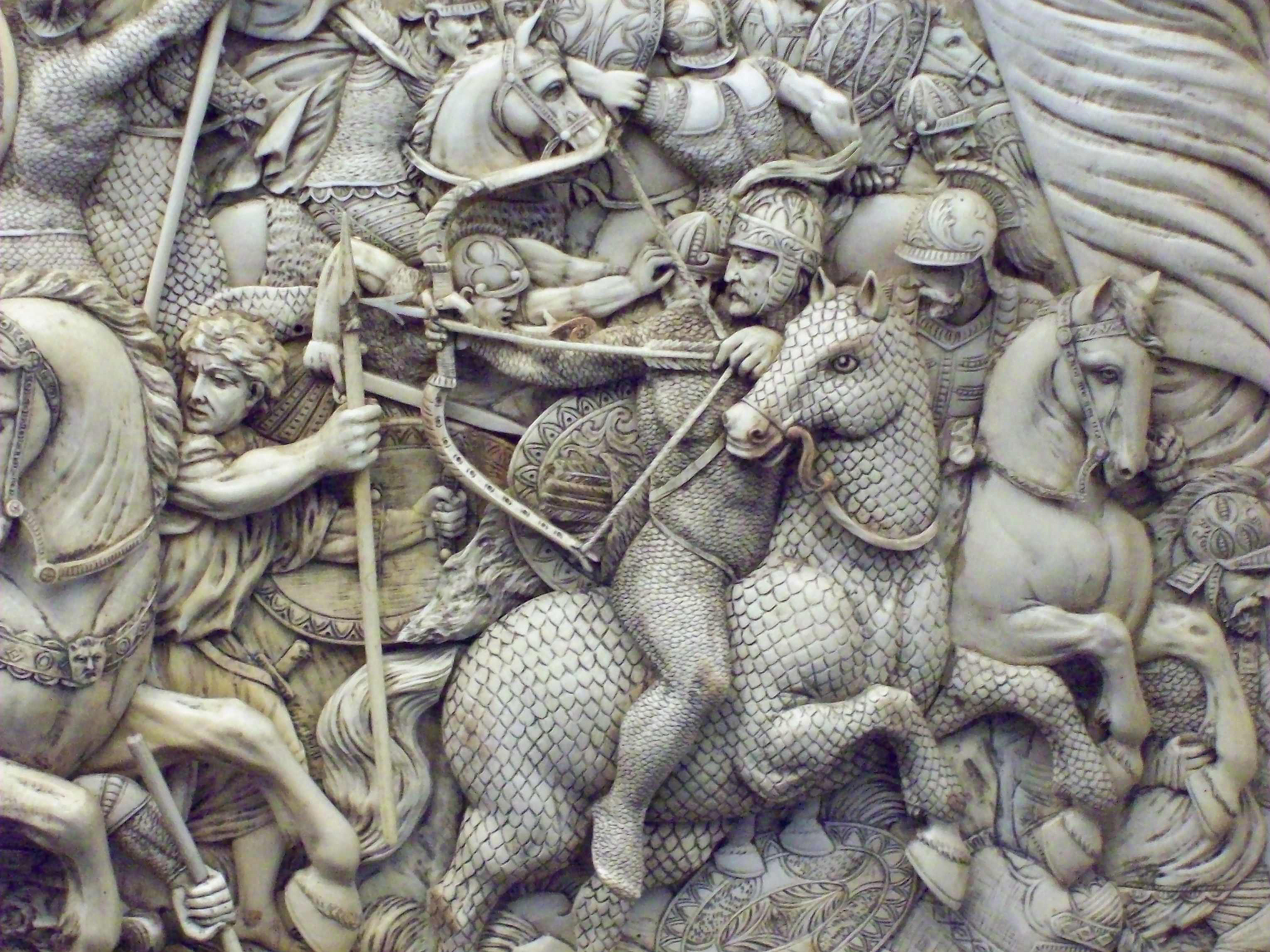
نبرد گوگمل

نیروی ممتاز کشور گارد جاویدان بود که همهٔ افراد آن از اشراف‌زادگان بودند و فرماندهان آن‌ها منحصراً از افراد پارسی و مادی انتخاب می‌شدند. ارمنی‌ها تنها ملت تحت سلطهٔ شاهنشاهی هخامنشی بودند که از میان ایشان نیز فرمانده برای سپاهیان انتخاب می‌شد، چنان‌که از هشت سرداری که داریوش در کتیبهٔ بیستون از آن‌ها نام می‌برد یکی از آن‌ها ارمنی است. ارمنی‌ها همواره در گارد جاویدان حضوری مستمر و مؤثر داشتند. هرودوت بر حضور سپاهیان ارمنی در ارتش خشایارشا در «جنگ‌های مدیک» با یونان تأیید می‌کند و می‌نویسد آن‌ها مسلح به نیزه‌های کوتاه و شمشیر بودند و در دستهٔ پیاده‌نظام به نبرد می‌پرداختند.
دربخش‌هایی از کتاب گزنفون، درشرح نبرد کوروش کوچک با اردشیر دوم، نیز از حضور ارمنی‌ها در سپاه هخامنشی خبر می‌دهد. سپاه مزدور یونانی‌ها پس از پایان جنگ و شکست کوروش کوچک مجبور به بازگشت شدند. اسرایی که یونانی‌ها به همراه داشتند به آن‌ها گفته بودند برای سهولت بازگشت بهتر است از ارمینه عبور کنند زیرا این مملکت وسیع و حاصلخیز است و از آن‌جا به راحتی می‌توانند به هر جا که بخواهند بروند. سرانجام آن‌ها پس از طی مشکلات فراوان به سرحدات ارمینه می‌رسند و در آنجا با سپاه ارمنی‌ها مواجه می‌شوند اما یونانی‌ها که دیگر رمقی برای جنگ نداشتند از مقابل سپاه ارمنی‌ها می‌گریزند.
گزنفون می‌گوید:
«به هنگام بازگشت به قصبه‌ای رسیدیم. والی این قصبه که تیرباذ نام داشت دارای قصری مجلل با برج‌هایی بلند بود. فهمیدیم او از افراد مورد اعتماد شاه هخامنشی است و تنها کسی است که اجازه دارد اردشیر یکم را به هنگام سوار شدن بر اسب کمک کند. این والی قشون نظامی فراوانی داشت که سربازان آن نه تنها از ارمنیان بلکه از برخی طوایف دیگر نیز بودند. هنگامی که برای مذاکره به خیمهٔ او رفتم متوجه تخت خوابی شدم که پایه‌های آن از نقره بود و جام‌هایی که برای آشامیدن استفاده می‌شد همه از فلزات گران بها ساخته شده بود. این والی ارمنی، خبازان، شربت داران و ملازمان فراوان به همراه خود به میدان نبرد آورده بود.»
ارمنی‌ها به هنگام حمله اسکندر مقدونی به ایران، در زمان سلطنت داریوش سوم، با چهل هزار سرباز پیاده و ده هزار سوار در نبرد گوگمل درجناح راست ارتش هخامنشی شرکت جسته‌اند. آن‌ها در این نبرد در دو دسته سواره و پیاده‌نظام می‌جنگیدند. سواره نظام ارمنی در ردیف دوم جناح راست و پیاده‌نظام ارمنی بعد از دستهٔ ارابه‌های داس دار در جناح مزبور قرار داشت.

## حیات اقتصادی و اجتماعی ارمینه در دوران هخامنشی
ارمینه از لحاظ اقتصادی در جایگاهی بالایی قرار داشت. گزنفون، ارمینه را سرزمینی معرفی می‌کند عظیم، ثروتمند و حاصلخیز که مزارع گندم و جو آن وسعتی فراوان دارند و در چراگاه‌های مرتفع آن دام‌های فراوان و متنوع پرورش داده می‌شوند. در حاشیهٔ دریاچهٔ وان و دشت آرارات نیز باغ‌های میوه و تاکستان‌های (انگور) فراوان وجود دارد که روستایی‌ها از محصولات آن برای تهیهٔ غذاهای متنوع استفاده می‌کنند. به گونه‌ای که حتی در زمستان نیز می‌توان انواع میوه‌ها را به صورت خشک در انبار مواد غذایی آن‌ها یافت. روستایی‌ها با لباس‌های رنگارنگ و کفش‌های نوک تیز و کلاه‌های متنوع دیده می‌شوند و همیشه تنور خانه‌هایشان روشن است وبوی نان گرم به مشام می‌رسد.
گزنفون می‌گوید:
«بالأخره ما به آخرین روستا در ارمنستان رسیدیم. کدخدای این روستا گفت در اینجا سالانه هفده کره اسب پرورش داده می‌شود که همگی ازآن شاه هخامنشی است. اسبان ارمنستان از اسب‌های پارسی کوچک‌تر اما چالاک‌تر و مقاوم ترند. ما نیز چند اسب را، که به پایشان راکت بسته شده بود، به غنیمت بردیم.»
صنعت نیز در ارمینه بسیار پیشرفته بود و به ویژه ارمنی‌ها در فن آهنگری مهارت بسیار داشتند. آن‌ها از این فن بیشتر برای ساختن سلاح‌های جنگی استفاده می‌کردند و انواع شمشیر، دشنه، تیر و کمان، نیزه و سر نیزه، تبر، سپر و کلاه‌خود ساخته شده به دست آن‌ها در ارتش هخامنشی مورد استفاده قرار می‌گرفت. در زمینهٔ معماری نیز ارمنی‌ها در این دوره بسیار پیشرفته بودند. البته، شهرها در ارمینه از مدت‌ها قبل؛ یعنی، از زمان تمدن اورارتو ایجاد شده بودند اما در این دوره با تحولاتی که در امر معماری به وجود آمد شکل تازه‌ای به خود گرفتند.
شاهان هخامنشی در بسیاری از موارد از معماران ارمنی در ساخت برخی استحکامات دفاعی، که اکثراً نیز در اماکن مرتفع احداث می‌شدند و ارمنی‌ها در ساخت آن‌ها از دیرباز تبحری خاص داشتند، بهره می‌جستند. این دوره مسئلهٔ تجارت و اهمیت آن در حیات اقتصادی ارمینه است.
هرودوت در این مورد می‌نویسد:
«مردمانی هستند که ارمنی نامیده می‌شوند و سرزمین آنها در بالای سرزمین آشور واقع شده‌است. آنان با قایق‌های کروی شکل خود از رودخانه فرات عبور کرده به بابل می‌آیند و قصد آنها از این سفر تجارت است. قایق‌ها از چوب درخت بید ساخته شده و روی آن را با پوست حیوانات می‌پوشانند تا کاملاً غیرقابل نفوذ شود. کالاها را که اکثراً تولیدات تهیه شده از محصولات کشاورزی است در ظروف سفالی خاصی قرار می‌دهند. در هر قایق یک یا چند قاطر وجود دارد که از آنها برای حمل کالاهای خود در سرتاسر سرزمین بابل استفاده می‌کنند. آنها پس از فروش اجناس خود و خرید کالاهای دیگر سوار بر قایق‌هایشان شده، بازمی‌گردند.»

## ارمینه و سقوط دولت هخامنشی
داریوش سوم، پیش از آن که به سلطنت برسد، ساتراپی ارمینه را اداره می‌کرد. داریوش در دوران حکومتش بر این ناحیه با مردم ارمینه در کمال عدل و مروت رفتار کرده بود، به همین دلیل ارمنی‌ها نیز او را بسیار دوست می‌داشتند و از این‌که به مقام پادشاهی دست یافته بود احساس رضایت می‌کردند. اسکندر مقدونی که اهدافی بزرگ در سر می‌پروراند و به قصد جهان‌گشایی به طرف شرق و سرزمین ایران در حال پیشروی بود.
ارمنی‌ها بر اساس قوانین دولت هخامنشی می‌بایست سپاهی در اختیار شاه قرار می‌دادند این بار به دلیل ارادت خاصی که به شخص شاه داشتند با میل و رغبت بیشتری و به منظور ابراز وفاداری خویش به او در دو دستهٔ پیاده و سواره نظام در ردیف سپاهیان هخامنشی قرار گرفتند. فرماندهی سپاهیان ارمنی را یرواند دوم و میترانس بر عهده داشت. این سپاه در نبرد گوگمل و نبرد گرانیک در کنار داریوش سوم حضور داشت. با پایان یافتن این نبرد مشترکات تاریخی ارمنستان و ایران در دورهٔ مذکور به پایان می‌رسد اما تاریخ این دو ملت در دوره‌های بعد نیز شاهد نمونه‌های بسیاری از این گونه مشترکات است.

## ساتراپ‌ها

### ساتراپ‌های اولیه (۵۲۱–۴۰۱ پ. م)
- ویدرنه یکم، ساتراپ در اواخر قرن ششم پیش از میلاد؟،[۴] ویدرنه، توسط داریوش بزرگ به مقام نیمه ارثی در ساتراپی ارمینه دست یافت.[۵]
- ویدرنه دوم، ساتراپی در اوایل قرن پنجم پیش از میلاد؟
- ویدرنه سوم، ساتراپی در میانه قرن پنجم پیش از میلاد[۴]
- تری‌تخمه، ساتراپی در ربع سوم قرن پنجم پیش از میلاد[۴]

### دودمان یرواند (۴۰۱–۳۲۱ پ. م)
- یرواند یکم، ساتراپ باختری ارمینه ۴۰۱–۳۴۴ پ.م.[۶]
- آرتاشیاتا، تا سال ۳۳۸ پ.م. ساتراپ ارمینه بود[۴] سپس با عنوان داریوش سوم، از سال ۳۳۶ تا ۳۳۰ پ.م. شاه هخامنشی شد.
- یرواند دوم، تا سال ۳۳۸ پ.م. یک ساتراپ بود، از ۳۳۶ تا ۳۳۱ پادشاه بود،[۴] فرزند[۴] یا فرزند ارشد[۷] یرواند یکم.[۴]